# Nemzeti Kommunikációs Hivatal
Nemzeti Kommunikációs Hivatal egy magyarországi kormányzati szervezet.
2014. október 10-én kezdte meg működését a kormány új reklámipari központja.
A Hivatal elsődleges feladata, hogy összehangolja és ellenőrizze a kormányzat reklámokkal és PR kommunikációval kapcsolatos közbeszerzéseit egységes és szabályozott célkitűzések alapján. A cél a kommunikációs kiadások észszerűsítése és hatékonyabb felügyelete.
A Hivatal irányítja szinte a kb. évi 40 milliárd forintos teljes államigazgatás reklámköltéseit, alá tartoznak a minisztériumok, a központi államigazgatási szervek és azok irányítása alá tartozó országos, területi és helyi illetékességű költségvetési szervek, továbbá azon állami tulajdonú gazdálkodó szervezetek, amelyek fölött az állam közvetlenül vagy közvetetten meghatározó befolyást képes gyakorolni.
A Hivatal első elnöke Nobilis Márton volt, aki 2015. szeptember 24-én lemondott, miután a Miniszterelnökség átalakítása folytán a Hivatal felügyelete Lázár János hatásköréből átkerült Rogán Antal által vezetett Miniszterelnöki Kabinetirodához.
A Hivatal új elnöke Lenkei Mirtill lett.
A Hivatal 2015. évi költségvetése 439,7 millió forint.

## Jogszabályok
- A kormány 247/2014. (X. 1.) rendelete a Nemzeti Kommunikációs Hivatalról és a kormányzati kommunikációs beszerzések központosított közbeszerzési rendszeréről
- A miniszterelnökséget vezető miniszter 12/2014. (XII. 31.) utasítása a Nemzeti Kommunikációs Hivatal Szervezeti és Működési Szabályzatáról

## Külső hivatkozások
- Bejelentési kötelezettség a Nemzeti Kommunikációs Hivatal felé[halott link], kormany.hu, 2014. november 7., péntek
- Kassai Zsigmond - 1360 milliárdot költött az állam 2015 óta a Rogán-féle kommunikációra (24.hu, 2024.02.19.)
- Nobilis Márton a Nemzeti Kommunikációs Hivatal elnöke, 444.hu, 2014. október 28.
- Megkezdi működését a Nemzeti Kommunikációs Hivatal, kormany.hu, 2014. október 1.
- Indul a Nemzeti Kommunikációs Hivatal, Index 2014. október 1.
- Újabb bomba a holdudvarba?, Index 2014. augusztus 8.
- Új frontok a médiaháborúban Archiválva 2014. október 6-i dátummal a Wayback Machine-ben, HVG 2014. július 13.